# 4730 Xingmingzhou
4730 Xingmingzhou este un asteroid din centura principală, descoperit pe 7 decembrie 1980.